# Élections cantonales de 2011 dans le Tarn
Les élections cantonales ont eu lieu les 20 et 27 mars 2011.

## Contexte départemental

### Assemblée départementale sortante
Avant les élections, le conseil général du Tarn est présidé par Thierry Carcenac (PS). Il comprend 46 conseillers généraux issus des 46 cantons du Tarn ; 23 d'entre eux sont renouvelables lors de ces élections.
| Parti                             | Sigle | Élus |
| --------------------------------- | ----- | ---- |
| Majorité (31 sièges)              |       |      |
| Parti socialiste                  | PS    | 18   |
| Divers gauche                     | DVG   | 10   |
| Parti communiste français         | PCF   | 2    |
| Parti radical de gauche           | PRG   | 1    |
| Opposition (15 sièges)            |       |      |
| Divers droite                     | DVD   | 7    |
| Union pour un mouvement populaire | UMP   | 7    |
| Mouvement démocrate               | MoDem | 1    |
| Président du conseil général      |       |      |
| Thierry Carcenac (PS)             |       |      |

## Résultats à l'échelle du département

### Résultats en nombre de sièges
| Parti | Sièges mis en jeu | Élus | Évolution |
| ----- | ----------------- | ---- | --------- |
| DVD   | 8                 | 8    | =         |
| PS    | 8                 | 8    | =         |
| DVG   | 5                 | 5    | =         |
| PCF   | 1                 | 1    | =         |
| PRG   | 1                 | 1    | =         |

### Assemblée départementale à l'issue des élections
| Parti                             | Sigle | Élus |
| --------------------------------- | ----- | ---- |
| Majorité (31 sièges)              |       |      |
| Parti socialiste                  | PS    | 18   |
| Divers gauche                     | DVG   | 10   |
| Parti communiste français         | PCF   | 2    |
| Parti radical de gauche           | PRG   | 1    |
| Opposition (15 sièges)            |       |      |
| Divers droite                     | DVD   | 7    |
| Union pour un mouvement populaire | UMP   | 7    |
| Mouvement démocrate               | MoDem | 1    |
| Président du conseil général      |       |      |
| Thierry Carcenac (PS)             |       |      |

## Résultats par canton

### Canton d'Alban
| Candidats      | Candidats            | Étiquette      | Premier tour | Premier tour |
| Candidats      | Candidats            | Étiquette      | Voix         | %            |
| -------------- | -------------------- | -------------- | ------------ | ------------ |
|                | Jean-Louis Fournier* | DVD            | 793          | 50,70        |
|                | Olivier Brault       | PS             | 657          | 42,01        |
|                | Francis Banchet      | PCF            | 114          | 7,29         |
|                |                      |                |              |              |
| Inscrits       | Inscrits             | Inscrits       | 2 362        | 100,00       |
| Abstentions    | Abstentions          | Abstentions    | 732          | 30,99        |
| Votants        | Votants              | Votants        | 1 630        | 69,01        |
| Blancs et nuls | Blancs et nuls       | Blancs et nuls | 66           | 4,05         |
| Exprimés       | Exprimés             | Exprimés       | 1 564        | 95,95        |

*sortant

### Canton d'Albi-Centre
| Candidats      | Candidats         | Étiquette      | Premier tour | Premier tour | Second tour | Second tour |
| Candidats      | Candidats         | Étiquette      | Voix         | %            | Voix        | %           |
| -------------- | ----------------- | -------------- | ------------ | ------------ | ----------- | ----------- |
|                | Olivier Brault    | SE             | 989          | 27,88        | 1380        | 40,72       |
|                | Serge Garcia*     | DVG            | 951          | 26,81        | 2 009       | 59,28       |
|                | Sylvie Lyprendi   | PS             | 641          | 18,07        |             |             |
|                | Benjamin Benoist  | FN             | 447          | 12,60        |             |             |
|                | Guillaume Cros    | EELV           | 329          | 9,28         |             |             |
|                | Françoise Lescure | PCF            | 190          | 5,36         |             |             |
|                |                   |                |              |              |             |             |
| Inscrits       | Inscrits          | Inscrits       | 7 223        | 100,00       | 7 223       | 100,00      |
| Abstentions    | Abstentions       | Abstentions    | 3 606        | 49,92        | 3 598       | 49,81       |
| Votants        | Votants           | Votants        | 3 617        | 50,08        | 3 625       | 50,19       |
| Blancs et nuls | Blancs et nuls    | Blancs et nuls | 70           | 1,94         | 236         | 6,51        |
| Exprimés       | Exprimés          | Exprimés       | 2 547        | 98,06        | 3 389       | 93,49       |

*sortant

### Canton d'Albi-Nord-Est
| Candidats      | Candidats         | Étiquette      | Premier tour | Premier tour |
| Candidats      | Candidats         | Étiquette      | Voix         | %            |
| -------------- | ----------------- | -------------- | ------------ | ------------ |
|                | Thierry Carcenac* | PS             | 2 468        | 55,82        |
|                | Nicole Gisclard   | FN             | 878          | 19,86        |
|                | Jean-Pierre Merlo | EELV           | 374          | 8,46         |
|                | André Boudes      | PCF            | 365          | 8,26         |
|                | Jean-Marc Vieules | DVD            | 336          | 7,60         |
|                |                   |                |              |              |
| Inscrits       | Inscrits          | Inscrits       | 9 002        | 100,00       |
| Abstentions    | Abstentions       | Abstentions    | 4 452        | 49,46        |
| Votants        | Votants           | Votants        | 4 550        | 50,54        |
| Blancs et nuls | Blancs et nuls    | Blancs et nuls | 129          | 2,84         |
| Exprimés       | Exprimés          | Exprimés       | 4 421        | 97,16        |

*sortant

### Canton d'Albi-Nord-Ouest
| Candidats      | Candidats          | Étiquette      | Premier tour | Premier tour | Second tour | Second tour |
| Candidats      | Candidats          | Étiquette      | Voix         | %            | Voix        | %           |
| -------------- | ------------------ | -------------- | ------------ | ------------ | ----------- | ----------- |
|                | Roland Foissac*    | PCF            | 1 569        | 34,56        | 2 773       | 100,00      |
|                | Loïc Steffan       | PS             | 1 144        | 25,20        |             |             |
|                | Frédéric Cabrolier | FN             | 918          | 20,22        |             |             |
|                | Karim Gharbi       | DVD            | 486          | 10,70        |             |             |
|                | Bernard Yvert      | EELV           | 423          | 9,32         |             |             |
|                |                    |                |              |              |             |             |
| Inscrits       | Inscrits           | Inscrits       | 9 292        | 100,00       | 9 292       | 100,00      |
| Abstentions    | Abstentions        | Abstentions    | 4 592        | 49,42        | 5 588       | 60,14       |
| Votants        | Votants            | Votants        | 4 700        | 50,58        | 3 704       | 39,86       |
| Blancs et nuls | Blancs et nuls     | Blancs et nuls | 160          | 3,40         | 931         | 25,13       |
| Exprimés       | Exprimés           | Exprimés       | 4 540        | 96,60        | 2 773       | 74,87       |

*sortant

### Canton d'Albi-Ouest
| Candidats      | Candidats            | Étiquette      | Premier tour | Premier tour | Second tour | Second tour |
| Candidats      | Candidats            | Étiquette      | Voix         | %            | Voix        | %           |
| -------------- | -------------------- | -------------- | ------------ | ------------ | ----------- | ----------- |
|                | Jacques Valax*       | PS             | 1 471        | 40,25        | 2 544       | 72,56       |
|                | Loïc Gieules         | FN             | 641          | 17,54        | 962         | 27,44       |
|                | Jean-Philippe Roques | SE             | 584          | 15,98        |             |             |
|                | Julien Bestion       | EELV           | 396          | 10,83        |             |             |
|                | Marie-Claude Bascoul | DVG            | 339          | 9,27         |             |             |
|                | Liberto Gimenez      | PG             | 224          | 6,13         |             |             |
|                |                      |                |              |              |             |             |
| Inscrits       | Inscrits             | Inscrits       | 7 345        | 100,00       | 7 345       | 100,00      |
| Abstentions    | Abstentions          | Abstentions    | 3 584        | 48,80        | 3 491       | 47,53       |
| Votants        | Votants              | Votants        | 3 761        | 51,20        | 3 854       | 52,47       |
| Blancs et nuls | Blancs et nuls       | Blancs et nuls | 106          | 2,82         | 348         | 9,03        |
| Exprimés       | Exprimés             | Exprimés       | 3 655        | 97,18        | 3 506       | 90,97       |

*sortant

### Canton d'Albi-Sud
| Candidats      | Candidats                 | Étiquette      | Premier tour | Premier tour | Second tour | Second tour |
| Candidats      | Candidats                 | Étiquette      | Voix         | %            | Voix        | %           |
| -------------- | ------------------------- | -------------- | ------------ | ------------ | ----------- | ----------- |
|                | Michel Albarède*          | PRG            | 1 330        | 30,32        | 2 150       | 54,80       |
|                | Thierry Dufour            | DVG            | 924          | 21,06        | 1 773       | 45,20       |
|                | Marie-Christine Boutonnet | FN             | 914          | 20,83        |             |             |
|                | Marie-France de Truchis   | EELV           | 439          | 10,01        |             |             |
|                | Alain Dussel              | PG             | 371          | 8,46         |             |             |
|                | Paul Martin               | DVD            | 307          | 7,00         |             |             |
|                | Hugues Jourde             | REG            | 102          | 2,33         |             |             |
|                |                           |                |              |              |             |             |
| Inscrits       | Inscrits                  | Inscrits       | 9 654        | 100,00       | 9 654       | 100,00      |
| Abstentions    | Abstentions               | Abstentions    | 5 086        | 52,68        | 5 217       | 54,04       |
| Votants        | Votants                   | Votants        | 4 568        | 47,32        | 4 437       | 45,96       |
| Blancs et nuls | Blancs et nuls            | Blancs et nuls | 181          | 3,96         | 514         | 11,58       |
| Exprimés       | Exprimés                  | Exprimés       | 4 387        | 96,04        | 3 923       | 88,42       |

*sortant

### Canton d'Anglès
| Candidats      | Candidats      | Étiquette      | Premier tour | Premier tour |
| Candidats      | Candidats      | Étiquette      | Voix         | %            |
| -------------- | -------------- | -------------- | ------------ | ------------ |
|                | Serge Cazals*  | DVG            | 351          | 68,69        |
|                | Gérard Rouanet | SE             | 160          | 31,31        |
|                |                |                |              |              |
| Inscrits       | Inscrits       | Inscrits       | 695          | 100,00       |
| Abstentions    | Abstentions    | Abstentions    | 142          | 20,43        |
| Votants        | Votants        | Votants        | 553          | 79,57        |
| Blancs et nuls | Blancs et nuls | Blancs et nuls | 52           | 7,59         |
| Exprimés       | Exprimés       | Exprimés       | 511          | 92,41        |

*sortant

### Canton de Castelnau-de-Montmiral
| Candidats      | Candidats        | Étiquette      | Premier tour | Premier tour |
| Candidats      | Candidats        | Étiquette      | Voix         | %            |
| -------------- | ---------------- | -------------- | ------------ | ------------ |
|                | Paul Salvador*   | DVD            | 886          | 53,60        |
|                | Serge-Yves Cazot | FN             | 272          | 16,45        |
|                | Jean-Luc Vézinet | PG             | 220          | 13,31        |
|                | Florent Lamic    | EELV           | 188          | 11,37        |
|                | Yves Rallière    | PCF            | 87           | 5,26         |
|                |                  |                |              |              |
| Inscrits       | Inscrits         | Inscrits       | 3 002        | 100,00       |
| Abstentions    | Abstentions      | Abstentions    | 1 290        | 42,97        |
| Votants        | Votants          | Votants        | 1 712        | 57,03        |
| Blancs et nuls | Blancs et nuls   | Blancs et nuls | 59           | 3,45         |
| Exprimés       | Exprimés         | Exprimés       | 1 653        | 96,55        |

*sortant

### Canton de Cordes-sur-Ciel
| Candidats      | Candidats        | Étiquette      | Premier tour | Premier tour | Second tour | Second tour |
| Candidats      | Candidats        | Étiquette      | Voix         | %            | Voix        | %           |
| -------------- | ---------------- | -------------- | ------------ | ------------ | ----------- | ----------- |
|                | Henri Narbonne*  | DVD            | 877          | 46,38        | 1 106       | 57,07       |
|                | François Llonch  | PS             | 496          | 26,23        | 832         | 42,93       |
|                | Catherine Manuel | EELV           | 262          | 13,86        |             |             |
|                | Marc Espigat     | PCF            | 256          | 13,54        |             |             |
|                |                  |                |              |              |             |             |
| Inscrits       | Inscrits         | Inscrits       | 3 055        | 100,00       | 3 051       | 100,00      |
| Abstentions    | Abstentions      | Abstentions    | 1 101        | 36,04        | 1 007       | 33,01       |
| Votants        | Votants          | Votants        | 1 954        | 63,96        | 2 044       | 66,99       |
| Blancs et nuls | Blancs et nuls   | Blancs et nuls | 63           | 3,22         | 106         | 5,19        |
| Exprimés       | Exprimés         | Exprimés       | 1 891        | 96,78        | 1 938       | 94,81       |

*sortant

### Canton de Cuq-Toulza
| Candidats      | Candidats          | Étiquette      | Premier tour | Premier tour |
| Candidats      | Candidats          | Étiquette      | Voix         | %            |
| -------------- | ------------------ | -------------- | ------------ | ------------ |
|                | Bernard Viala*     | DVD            | 620          | 50,49        |
|                | Michel Costadau    | PCF            | 240          | 19,54        |
|                | Stéphane Deleforge | EELV           | 232          | 18,89        |
|                | André Schmitt      | FN             | 136          | 11,07        |
|                |                    |                |              |              |
| Inscrits       | Inscrits           | Inscrits       | 1 920        | 100,00       |
| Abstentions    | Abstentions        | Abstentions    | 660          | 34,38        |
| Votants        | Votants            | Votants        | 1 260        | 65,63        |
| Blancs et nuls | Blancs et nuls     | Blancs et nuls | 32           | 2,54         |
| Exprimés       | Exprimés           | Exprimés       | 1 228        | 97,46        |

*sortant

### Canton de Graulhet
| Candidats      | Candidats           | Étiquette      | Premier tour | Premier tour | Second tour | Second tour |
| Candidats      | Candidats           | Étiquette      | Voix         | %            | Voix        | %           |
| -------------- | ------------------- | -------------- | ------------ | ------------ | ----------- | ----------- |
|                | Claude Bousquet*    | PS             | 1 807        | 30,60        | 3 543       | 60,74       |
|                | Arnaud Vilmant      | FN             | 1 424        | 24,11        | 2 290       | 39,26       |
|                | Bernard Bacabe      | PCF            | 1 345        | 22,77        |             |             |
|                | Sylvain Bonleux     | UMP            | 953          | 16,14        |             |             |
|                | Jean-Claude Amalric | NC             | 286          | 4,84         |             |             |
|                | Daniel Rifa         | REG            | 91           | 1,54         |             |             |
|                |                     |                |              |              |             |             |
| Inscrits       | Inscrits            | Inscrits       | 12 141       | 100,00       | 12 141      | 100,00      |
| Abstentions    | Abstentions         | Abstentions    | 5 741        | 47,29        | 5 771       | 47,50       |
| Votants        | Votants             | Votants        | 6 400        | 52,71        | 6 379       | 52,50       |
| Blancs et nuls | Blancs et nuls      | Blancs et nuls | 494          | 3,18         | 546         | 8,56        |
| Exprimés       | Exprimés            | Exprimés       | 5 906        | 96,82        | 5 833       | 91,44       |

*sortant

### Canton de Labruguière
| Candidats      | Candidats               | Étiquette      | Premier tour | Premier tour | Second tour | Second tour |
| Candidats      | Candidats               | Étiquette      | Voix         | %            | Voix        | %           |
| -------------- | ----------------------- | -------------- | ------------ | ------------ | ----------- | ----------- |
|                | Michel Benoit*          | PS             | 2 129        | 44,47        | 3 198       | 65,64       |
|                | Jacques Ros             | FN             | 1 116        | 23,31        | 1 674       | 34,36       |
|                | Christian Carrière      | DVD            | 918          | 19,17        |             |             |
|                | Marie-Dominique Padilla | PCF            | 321          | 6,70         |             |             |
|                | Jean Masse              | ECO            | 304          | 6,35         |             |             |
|                |                         |                |              |              |             |             |
| Inscrits       | Inscrits                | Inscrits       | 9 797        | 100,00       | 9 797       | 100,00      |
| Abstentions    | Abstentions             | Abstentions    | 4 848        | 49,48        | 4 509       | 46,02       |
| Votants        | Votants                 | Votants        | 4 949        | 50,52        | 5 288       | 53,98       |
| Blancs et nuls | Blancs et nuls          | Blancs et nuls | 161          | 3,25         | 416         | 7,87        |
| Exprimés       | Exprimés                | Exprimés       | 4 788        | 96,75        | 4 872       | 92,13       |

*sortant

### Canton de Lautrec
| Candidats      | Candidats           | Étiquette      | Premier tour | Premier tour | Second tour | Second tour |
| Candidats      | Candidats           | Étiquette      | Voix         | %            | Voix        | %           |
| -------------- | ------------------- | -------------- | ------------ | ------------ | ----------- | ----------- |
|                | Christian Galzin*   | DVD            | 1 050        | 46,24        | 1 306       | 59,80       |
|                | Julie Martinez      | PS             | 367          | 16,16        | 878         | 40,20       |
|                | Laurent Gros        | SE             | 352          | 15,50        |             |             |
|                | Stephan Brugier     | FN             | 301          | 13,25        |             |             |
|                | Françoise Cherbourg | PCF            | 170          | 7,49         |             |             |
|                | Guilhem Thomas      | REG            | 31           | 1,37         |             |             |
|                |                     |                |              |              |             |             |
| Inscrits       | Inscrits            | Inscrits       | 3 715        | 100,00       | 3 715       | 100,00      |
| Abstentions    | Abstentions         | Abstentions    | 1 361        | 36,64        | 1 376       | 37,04       |
| Votants        | Votants             | Votants        | 2 354        | 63,36        | 2 339       | 62,96       |
| Blancs et nuls | Blancs et nuls      | Blancs et nuls | 83           | 3,53         | 155         | 6,63        |
| Exprimés       | Exprimés            | Exprimés       | 2 271        | 96,47        | 2 184       | 93,37       |

*sortant

### Canton de Lisle-sur-Tarn
| Candidats      | Candidats          | Étiquette      | Premier tour | Premier tour | Second tour | Second tour |
| Candidats      | Candidats          | Étiquette      | Voix         | %            | Voix        | %           |
| -------------- | ------------------ | -------------- | ------------ | ------------ | ----------- | ----------- |
|                | Maryline Lherm*    | DVD            | 1 179        | 47,50        | 1 522       | 61,12       |
|                | Nicole Sanchez     | PS             | 681          | 27,44        | 968         | 38,88       |
|                | Édouard Rincent    | FN             | 255          | 10,27        |             |             |
|                | Grégory Dhoye      | ECO            | 194          | 7,82         |             |             |
|                | Henriette Relaix   | SE             | 94           | 3,79         |             |             |
|                | Danielle Rallières | PCF            | 61           | 2,46         |             |             |
|                | Bénédicte Portal   | REG            | 18           | 0,73         |             |             |
|                |                    |                |              |              |             |             |
| Inscrits       | Inscrits           | Inscrits       | 4 311        | 100,00       | 4 311       | 100,00      |
| Abstentions    | Abstentions        | Abstentions    | 1 759        | 40,80        | 1 694       | 39,29       |
| Votants        | Votants            | Votants        | 2 552        | 59,20        | 2 617       | 60,71       |
| Blancs et nuls | Blancs et nuls     | Blancs et nuls | 70           | 2,74         | 127         | 4,85        |
| Exprimés       | Exprimés           | Exprimés       | 2 482        | 97,26        | 2 490       | 95,15       |

*sortant

### Canton de Mazamet-Nord-Est
| Candidats      | Candidats           | Étiquette      | Premier tour | Premier tour | Second tour | Second tour |
| Candidats      | Candidats           | Étiquette      | Voix         | %            | Voix        | %           |
| -------------- | ------------------- | -------------- | ------------ | ------------ | ----------- | ----------- |
|                | Jean-Louis Henry*   | PS             | 1 729        | 33,37        | 3 082       | 60,53       |
|                | Isabelle Brugier    | FN             | 1 223        | 23,60        | 2 010       | 39,47       |
|                | Christian Carayol   | SE             | 1 010        | 19,49        |             |             |
|                | Andrée Farenc       | UMP            | 932          | 17,99        |             |             |
|                | Jean-Louis Toulouse | PCF            | 288          | 5,56         |             |             |
|                |                     |                |              |              |             |             |
| Inscrits       | Inscrits            | Inscrits       | 10 753       | 100,00       | 10 782      | 100,00      |
| Abstentions    | Abstentions         | Abstentions    | 5 437        | 50,56        | 5 206       | 48,28       |
| Votants        | Votants             | Votants        | 5 316        | 49,44        | 5 576       | 51,72       |
| Blancs et nuls | Blancs et nuls      | Blancs et nuls | 134          | 2,52         | 484         | 8,68        |
| Exprimés       | Exprimés            | Exprimés       | 5 182        | 97,48        | 5 092       | 91,32       |

*sortant

### Canton de Mazamet-Sud-Ouest
| Candidats      | Candidats       | Étiquette      | Premier tour | Premier tour | Second tour | Second tour |
| Candidats      | Candidats       | Étiquette      | Voix         | %            | Voix        | %           |
| -------------- | --------------- | -------------- | ------------ | ------------ | ----------- | ----------- |
|                | Didier Houlès*  | PS             | 2 034        | 46,65        | 2 837       | 62,61       |
|                | Jean-Paul Piloz | FN             | 1 138        | 26,10        | 1 694       | 37,39       |
|                | Eric Lebouc     | DVD            | 838          | 19,22        |             |             |
|                | Maurice Serres  | PCF            | 350          | 8,03         |             |             |
|                |                 |                |              |              |             |             |
| Inscrits       | Inscrits        | Inscrits       | 9 193        | 100,00       | 9 202       | 100,00      |
| Abstentions    | Abstentions     | Abstentions    | 4 684        | 50,95        | 4 296       | 46,69       |
| Votants        | Votants         | Votants        | 4 509        | 49,05        | 4 906       | 53,31       |
| Blancs et nuls | Blancs et nuls  | Blancs et nuls | 149          | 3,30         | 375         | 7,64        |
| Exprimés       | Exprimés        | Exprimés       | 4 360        | 96,70        | 4 531       | 92,36       |

*sortant

### Canton de Montredon-Labessonnié
| Candidats      | Candidats        | Étiquette      | Premier tour | Premier tour |
| Candidats      | Candidats        | Étiquette      | Voix         | %            |
| -------------- | ---------------- | -------------- | ------------ | ------------ |
|                | Jacques Bourges* | DVD            | 910          | 62,93        |
|                | Raymond Julia    | PS             | 373          | 25,80        |
|                | Sylvain Jean     | PCF            | 111          | 7,68         |
|                | Evelyne Houlès   | REG            | 52           | 3,60         |
|                |                  |                |              |              |
| Inscrits       | Inscrits         | Inscrits       | 2 119        | 100,00       |
| Abstentions    | Abstentions      | Abstentions    | 585          | 27,61        |
| Votants        | Votants          | Votants        | 1 534        | 72,39        |
| Blancs et nuls | Blancs et nuls   | Blancs et nuls | 88           | 5,74         |
| Exprimés       | Exprimés         | Exprimés       | 1 446        | 94,26        |

*sortant

### Canton de Murat-sur-Vèbre
| Candidats      | Candidats        | Étiquette      | Premier tour | Premier tour |
| Candidats      | Candidats        | Étiquette      | Voix         | %            |
| -------------- | ---------------- | -------------- | ------------ | ------------ |
|                | Michel Vidal*    | DVD            | 635          | 53,81        |
|                | Joël Bascoul     | SE             | 499          | 42,29        |
|                | Nicole Le Grives | PCF            | 46           | 3,90         |
|                |                  |                |              |              |
| Inscrits       | Inscrits         | Inscrits       | 1 618        | 100,00       |
| Abstentions    | Abstentions      | Abstentions    | 376          | 23,24        |
| Votants        | Votants          | Votants        | 1 242        | 76,76        |
| Blancs et nuls | Blancs et nuls   | Blancs et nuls | 62           | 4,99         |
| Exprimés       | Exprimés         | Exprimés       | 1 180        | 95,01        |

*sortant

### Canton de Réalmont
| Candidats      | Candidats         | Étiquette      | Premier tour | Premier tour | Second tour | Second tour |
| Candidats      | Candidats         | Étiquette      | Voix         | %            | Voix        | %           |
| -------------- | ----------------- | -------------- | ------------ | ------------ | ----------- | ----------- |
|                | Jean Roger*       | DVG            | 2 054        | 48,23        | 2 495       | 61,23       |
|                | Françoise Bardou  | SE             | 1 215        | 28,53        | 1 580       | 38,77       |
|                | Mireille Loprieno | FN             | 689          | 16,18        |             |             |
|                | Jeanne Jimenez    | PCF            | 301          | 7,07         |             |             |
|                |                   |                |              |              |             |             |
| Inscrits       | Inscrits          | Inscrits       | 7 116        | 100,00       | 7 125       | 100,00      |
| Abstentions    | Abstentions       | Abstentions    | 2 718        | 38,20        | 2 809       | 39,42       |
| Votants        | Votants           | Votants        | 4 398        | 61,80        | 4 316       | 60,58       |
| Blancs et nuls | Blancs et nuls    | Blancs et nuls | 139          | 3,16         | 241         | 5,58        |
| Exprimés       | Exprimés          | Exprimés       | 4 259        | 96,84        | 4 075       | 94,42       |

*sortant

### Canton de Roquecourbe
| Candidats      | Candidats         | Étiquette      | Premier tour | Premier tour |
| Candidats      | Candidats         | Étiquette      | Voix         | %            |
| -------------- | ----------------- | -------------- | ------------ | ------------ |
|                | Jean-Marie Fabre* | DVG            | 2 002        | 70,57        |
|                | Patrick Sais      | FN             | 560          | 19,74        |
|                | Eric Jalade       | PCF            | 275          | 9,69         |
|                |                   |                |              |              |
| Inscrits       | Inscrits          | Inscrits       | 5 202        | 100,00       |
| Abstentions    | Abstentions       | Abstentions    | 2 264        | 43,52        |
| Votants        | Votants           | Votants        | 2 938        | 56,48        |
| Blancs et nuls | Blancs et nuls    | Blancs et nuls | 101          | 3,44         |
| Exprimés       | Exprimés          | Exprimés       | 2 837        | 96,56        |

*sortant

### Canton de Saint-Paul-Cap-de-Joux
| Candidats      | Candidats                | Étiquette      | Premier tour | Premier tour |
| Candidats      | Candidats                | Étiquette      | Voix         | %            |
| -------------- | ------------------------ | -------------- | ------------ | ------------ |
|                | Laurent Vandendriessche* | PS             | 1 020        | 57,69        |
|                | Nicole Rainville         | FN             | 331          | 18,72        |
|                | Jean Thomas              | REG            | 165          | 9,33         |
|                | Bernard Cottaz-Cordier   | PG             | 160          | 9,05         |
|                | Claudine Frassin         | PCF            | 92           | 5,20         |
|                |                          |                |              |              |
| Inscrits       | Inscrits                 | Inscrits       | 3 388        | 100,00       |
| Abstentions    | Abstentions              | Abstentions    | 1 511        | 44,60        |
| Votants        | Votants                  | Votants        | 1 877        | 55,40        |
| Blancs et nuls | Blancs et nuls           | Blancs et nuls | 109          | 5,81         |
| Exprimés       | Exprimés                 | Exprimés       | 1 768        | 94,19        |

*sortant

### Canton de Salvagnac
| Candidats      | Candidats           | Étiquette      | Premier tour | Premier tour |
| Candidats      | Candidats           | Étiquette      | Voix         | %            |
| -------------- | ------------------- | -------------- | ------------ | ------------ |
|                | Georges Paulin*     | DVG            | 861          | 66,08        |
|                | Romain Audard       | DVG            | 235          | 18,04        |
|                | Alexandre Hegenauer | FN             | 143          | 10,97        |
|                | Joël Castex         | PCF            | 46           | 3,53         |
|                | Serge Viaule        | REG            | 18           | 1,38         |
|                |                     |                |              |              |
| Inscrits       | Inscrits            | Inscrits       | 2 227        | 100,00       |
| Abstentions    | Abstentions         | Abstentions    | 879          | 39,47        |
| Votants        | Votants             | Votants        | 1 348        | 60,53        |
| Blancs et nuls | Blancs et nuls      | Blancs et nuls | 45           | 3,34         |
| Exprimés       | Exprimés            | Exprimés       | 1 303        | 96,66        |

*sortant

### Canton de Valderiès
| Candidats      | Candidats          | Étiquette      | Premier tour | Premier tour |
| Candidats      | Candidats          | Étiquette      | Voix         | %            |
| -------------- | ------------------ | -------------- | ------------ | ------------ |
|                | André Cabot*       | PS             | 1 269        | 76,96        |
|                | Christian Alliotte | FN             | 228          | 13,83        |
|                | Henri Hiard        | DVD            | 152          | 9,22         |
|                |                    |                |              |              |
| Inscrits       | Inscrits           | Inscrits       | 2 717        | 100,00       |
| Abstentions    | Abstentions        | Abstentions    | 987          | 36,33        |
| Votants        | Votants            | Votants        | 1 730        | 63,67        |
| Blancs et nuls | Blancs et nuls     | Blancs et nuls | 81           | 4,68         |
| Exprimés       | Exprimés           | Exprimés       | 1 649        | 95,32        |

*sortant